# Jelle Hermus
Jelle Hermus is een Nederlands auteur en podcaster van het platform soChicken.
Hermus groeide op in Spijkenisse. Na zijn middelbareschooltijd studeerde hij Communicatie & Multimedia Design. In 2004 startte hij met soChicken als een van de eerste Nederlandse podcasts. De podcast en website werden een zodanig succes dat Hermus in 2007, na afronding van zijn studie, besloot om soChicken om te vormen tot een breder online-platform. Voor soChicken ontving Hermus meerdere jaren op rij de prijs voor beste en populairste website in de categorie gezondheid.
In 2017 publiceerde Hermus zijn eerste boek, Steeds leuker, dat in week 47 van dat jaar het op een na best verkopende boek van Nederland werd. In 2018 werd het uitgeroepen tot het beste spirituele boek van het jaar. In 2019 volgde Leven met wind mee, dat de eerste plaats behaalde in de Bestseller 60.

## Bestseller 60
| Boeken met noteringen in de Nederlandse Bestseller 60 | Jaar van verschijnen | Datum van binnenkomst | Hoogste positie | Aantal weken | Opmerkingen |
| ----------------------------------------------------- | -------------------- | --------------------- | --------------- | ------------ | ----------- |
| Steeds leuker                                         | 2017                 | 22-11-2017            | 2               | 18           |             |
| Leven met de wind mee                                 | 2019                 | 19-06-2019            | 1(1wk)          | 9            |             |
| Kom maar op                                           | 2024                 | 16-10-2024            | 2               | 2            |             |